# Naunheim
Naunheim là một đô thị ở district of Mayen-Koblenz bang Rheinland-Pfalz, phía tây nước Đức. Đô thị Naunheim có diện tích 6,12 km².